# Джордж Ебботт Вей
Джордж Ебботт Вей (англ. George Abbott Way) — ділянка заходу 45-ї вулиці на захід від Таймс-Сквер між Сьомою та Восьмою авеню в Нью-Йорку, названа на честь бродвейського продюсера та режисера Джорджа Еббота.

## Примітні будівлі
У цьому районі розташована велика кількість бродвейських театрів, багато з яких належать Організації Шуберта, зокрема:
- Захід 45-тї 222 вулиці Бут Театр
- Захід 45-тї 236 Театр Джеральда Шенфельда
- Захід 45-тї 239 Мюзік бокс Театр
- Захід 45-тї 242 Театр Бернарда Б. Джейкобса
- Захід 45-тї 245 Імперіал театр
- Захід 45-тї 252 Театр Джона Голдена